# 赛图阿尔
赛图阿尔（Saitual），是印度米佐拉姆邦Aizawl县的一个城镇。总人口10243（2001年）。

## 人口
该地2001年总人口10243人，其中男性5089人，女性5154人；0—6岁人口1443人，其中男716人，女727人；识字率83.24%，其中男性为83.99%，女性为82.50%。